# Ianduba varia
Ianduba varia är en spindelart som först beskrevs av Eugen von Keyserling 1891.  Ianduba varia ingår i släktet Ianduba och familjen flinkspindlar. Inga underarter finns listade i Catalogue of Life.